# 壁ノ花団
壁ノ花団（かべのはなだん）は、日本の演劇ユニット。2004年結成。京都府を拠点に活動している。

## 概要
- 2004年、劇団MONOに所属する水沼健が、自身の作品を発表する演劇ユニットとして結成する [1]
- 2005年、第1回公演作品「壁ノ花団」が第12回 OMS戯曲賞 大賞を受賞する [3]
- 2008年「アルカリ」が十三夜会 奨励賞を受賞する [1]
- 2011年「ヤングフォーエバー」が佐藤佐吉賞で優秀演出賞などを受賞する [4]
- 2013年「ニューヘアスタイルグッド」が第57回 岸田國士戯曲賞 最終候補作に選考される [5]

別の演劇ユニット「羊団」で活動していた時、アトリエ劇研 演劇祭に別の形で参加してほしいと言われ、公演タイトル名をそのままユニット名にする。
各作品毎に、出演者を集める形で公演を行っている。主な出演者として、「羊団」でも仲間であった金替康博・内田淳子や劇団衛星のF．ジャパン、水沼が教授を務める近畿大学出身者が多い。

## 劇団員
- 水沼健 - 主宰、作、演出

### 主な出演者
- 金替康博（MONO）
- 内田淳子
- F．ジャパン（劇団衛星）
- 匿名劇壇
  - 福谷圭祐
  - 松原由希子
  - 杉原公輔
- 前畠あかね
- 筒井加寿子（ルドルフ）
- 岡嶋秀昭

- 荒木千恵（ベトナムからの笑い声）
- 岩田由紀
- 牛尾千聖
- 亀井妙子（ピッコロ劇団）
- 高阪勝之（男肉 du Soleil/Kitt）
- 古藤望（マゴノテ）
- 坂口修一

- 谷弘恵
- 蟷螂襲（PM/飛ぶ教室）
- 西野千雅子
- 広田ゆうみ（小さなもうひとつの場所）
- 福井菜月（ウミ下着）
- 森井めぐみ（悪い芝居）
- 山口茜

## 公演
| #  | タイトル                       | 年     | 会場                                                |
| -- | ------------------------------ | ------ | --------------------------------------------------- |
| 1  | 壁ノ花団                       | 2004年 | アトリエ劇研                                        |
| 2  | たまごの大きさ                 | 2006年 | 精華小劇場、愛知県芸術劇場 小ホール                 |
| 3  | 悪霊                           | 2007年 | アトリエ劇研、こまばアゴラ劇場                      |
| 4  | アルカリ                       | 2008年 | アトリエ劇研、こまばアゴラ劇場                      |
| 5  | フォーエバーヤング             | 2011年 | HEP HALL                                            |
| 6  | ヤングフォーエバー             | 2011年 | ぽんプラザホール、王子小劇場                        |
| 7  | ニューヘアスタイルイズグッド   | 2012年 | 元・立誠小学校 講堂                                 |
| 8  | ザサン                         | 2013年 | 元・立誠小学校 講堂                                 |
| 9  | そよそよ族の叛乱（作：別役実） | 2014年 | AI・HALL                                            |
| 10 | サイドカー                     | 2015年 | 元・立誠小学校 講堂                                 |
| 11 | 水いらずの星（作：松田正隆）   | 2016年 | こまばアゴラ劇場、AI・HALL                          |
| 12 | ウィークエンダー               | 2017年 | オーバルシアター                                    |
| 13 | ニューヘアスタイルイズグッド   | 2018年 | 近畿大学 11月ホール 大ホール すみだパークスタジオ倉 |
| 14 | スマイリースマイル             | 2019年 | THEATRE E9 KYOTO                                    |